# Distrito de Farrukhabad
Farrukhabad (en hindi; फ़र्रुख़ाबाद ज़िला, urdu; فرّخ آباد ضلع ) es un distrito de India en el estado de Uttar Pradesh. Código ISO: IN.UP.FR.
Comprende una superficie de 2 279 km².
El centro administrativo es la ciudad de Fatehgarh .

## Demografía
Según censo 2011 contaba con una población total de 1 887 577 habitantes.